# Les Démons (film, 2015)
Pour les articles homonymes, voir Les Démons (homonymie).
Pour plus de détails, voir Fiche technique et Distribution.
Les Démons est un film québécois réalisé et scénarisé par Philippe Lesage sorti en 2015.

## Synopsis
Félix est un garçon de 10 ans qui vit dans une certaine harmonie avec sa mère, son grand frère et sa grande sœur dans une banlieue calme de Montréal. Son père est pourtant trop absent et une suspicion d'adultère ainsi que des disputes conjugales perturbent le jeune garçon. D'un naturel timide et doux, il n'arrive pas à comprendre comment fonctionne le monde des adultes et beaucoup de choses le terrorisent à tort ou à raison. 
Son imagination l'entraîne dans la construction de causes et d'effets déstructurants mais il reste la plupart du temps un observateur de ses propres peurs et intériorise beaucoup. Maladroitement, il essaye d'attirer l'attention de sa jeune et belle professeure de sport dont il est secrètement amoureux. D'autre part, il expérimente avec un camarade des jeux sexuels qui le font douter de son orientation.
Une rumeur propagée parmi les collégiens fait état d'un pervers qui kidnapperait et violerait des jeunes garçons dans le secteur. Rumeur qui s'avère finalement exacte car un enfant a disparu et Félix se trouvera au bord de subir un traumatisme auquel il échappe de justesse.

## Fiche technique
Sources : IMDb et Films du Québec
- Titre original : Les Démons
- Réalisation et scénario : Philippe Lesage
- Musique : Pye Corner Audio
- Direction artistique : Marjorie Rhéaume
- Costumes : Caroline Bodson
- Maquillage et coiffure : Dominique Hasbani
- Photographie : Nicolas Canniccioni
- Son : Marcel Chouinard, Pascal Van Strydonck, Olivier Calvert, Lionel Guenoun
- Montage : Mathieu Bouchard-Malo
- Production : Galilé Marion-Gauvin et Philippe Lesage
- Société de production : Les Films de l'autre
- Société de distribution : FunFilm
- Budget : environ 1,3 million $ CA
- Pays de production :  Canada
- Tournage : en août et septembre 2014 à Montréal et dans ses environs pour une durée de 34 jours
- Langue originale : français
- Format : couleur
- Genre : drame psychologique
- Durée : 118 minutes
- Dates de sortie :
  - Espagne : 25 septembre 2015 (première mondiale au Festival international du film de Saint-Sébastien)
  - Canada : 
    - 13 octobre 2015 (première canadienne au cinéma Quartier Latin dans le cadre de la 44e édition du Festival du nouveau cinéma de Montréal)[2]
    - 30 octobre 2015 (sortie en salle au Québec)
    - 2 août 2016 (DVD)[3]

  - France :
    - 3 mai 2016 (Festival de cinéma québécois des grands lacs à Biscarrosse)
    - 14 septembre 2016 (sortie en salle)
- Classification :
  - Québec : 13 ans et plus[4]

## Distribution
- Édouard Tremblay-Grenier : Félix
- Pier-Luc Funk : Ben, le moniteur à la piscine
- Sarah Mottet : Emmanuelle, la sœur aînée de Félix
- Vassili Schneider : François, le frère aîné de Félix
- Laurent Lucas : Marc, le père de Félix
- Pascale Bussières : Claire, la mère de Félix
- Victoria Diamond : Rebecca, la prof de sport
- Yannick Gobeil-Dugas : Mathieu, l'ami de Félix
- Alfred Poirier : Alexandre
- Mathis Thomas : Patrick
- Théodore Pellerin : David
- Bénédicte Décary : Nicole, la mère de Mathieu
- Rose-Marie Perreault : Stéphanie, la collègue amoureuse de Ben
- Milya Corbeille-Gauvreau : Sophie
- Jean-Luc Terriault : Max
- Philippe Lesage : la professeur
- Samuel Desjardins : Denis Morissette

## Prix
- 2016 : nomination au Prix Jutra du meilleur film
- 2016 : nomination au Prix Jutra de la meilleure réalisation
- 2016 : prix Gilles-Carles pour meilleur premier ou deuxième long métrage de fiction.
- 2016 : prix Luc-Perreault / AQCC du meilleur film québécois 2015
- 2016 : prix AQCC du meilleur film, compétition internationale, Festival du Nouveau cinéma.
- 2016 : nomination au Canadian Screen Awards du meilleur film.
- 2016 : nomination au Canadian Screen Awards de la meilleure réalisation.
- 2016 : Titanic Award for Best Film, International Competition, Budapest.
- 2016 : Golden Gate New Director Prize, San Francisco International Film Festival.

## Autour du film
Dans une interview, le réalisateur et scénariste, dont c'est le premier long métrage après une carrière de documentariste, explique que les thèmes et les situations du film sont inspirés de sa propre enfance.